# Johann Adam Reincken
Johann Adam Reincken (také Jan Adams, Jean Adam, Reinken, Reinkinck, Reincke, Reinicke, Reinike; pokřtěn 10. prosince 1643 – 24. listopadu 1722) byl německo-nizozemský varhaník a hudební skladatel. Z jeho díla se dochovalo jen málo. Reincken však byl jeden z nejvlivnějších německých skladatelů 17. století, přítel Dietericha Buxtehudeho a skladatelský vzor Johanna Sebastiana Bacha.
Reinckenův první učitel byl varhaník Lucas van Lennick v Deventeru v letech 1650–54, dále Reincken studoval v Hamburku u Heinricha Scheidemanna, po jehož smrti roku 1663 nastoupil na jeho místo varhaníka u sv. Kateřiny. Roku 1665 si vzal za manželku jednu ze Scheidemannových dcer, jejich jediné dítě Margaretha-Maria se narodilo o tři roky později. Místo varhaníka u sv. Kateřiny si ponechal až do smrti a byl považován za jednoho z nejlepších varhaníků v Německu.
Není jisté, zda se Reincken a Bach znali osobně; historky o jejich údajném setkání mohou být smyšlené. V každém případě si Bach Reineckena velmi vážil. Zpracoval několik skladeb z Reineckenovy sbírky Hortus musicus (BWV 954, 965 a 966) a také nejstarší známý Bachův rukopis, objevený roku 2006 ve Výmaru, obsahuje přepis Reineckenovy skladby U vod babylónských (An Wasserflüssen Babylon), který Bach vytvořil v Lüneburgu roku 1700 pro svého tehdejšího učitele Georga Böhma.